# Canceigt
Le Canceigt est un cours d'eau qui traverse le département des Pyrénées-Atlantiques.
Il prend sa source sur la commune de Béost (Pyrénées-Atlantiques) et se jette dans le gave d'Ossau à Laruns.

## Hydronymie
L'hydronyme Canceigt apparaît sous les formes
le Cauceig, lo Causeg et l'aigue deu Quansset (1538 pour ces trois formes, réformation de Béarn) et
le Canceig (1863, dictionnaire topographique Béarn-Pays basque).

## Affluents
- arrec de Badeigs ;
- arrec de Carbouéras ;
- arrec Gros ;
- arrec de Serrémédat.

## Département et communes traversés
Pyrénées-Atlantiques :
- Béost ;
- Laruns ;
- Louvie-Soubiron.